# Momčilo Đujić
Momčilo Đujić (en serbe en écriture cyrillique : Момчило Ђујић ; également retranscrit Momcilo Djujic), né le 27 février 1907 à Kovačić (royaume de Dalmatie, Autriche-Hongrie), mort le 11 septembre 1999 à San Diego (Californie, États-Unis) était un pope de l'église orthodoxe serbe et chef paramilitaire tchetniks. Il participa, durant la Seconde Guerre mondiale, au mouvement tchetnik dirigé par Draža Mihailović, mais en commandant ses propres troupes de manière indépendante. Après avoir résisté contre les Oustachis, il collabora avec les occupants italiens, puis allemands, afin de combattre les Partisans communistes de Tito.

## Biographie
Né dans une famille de notables serbes de Dalmatie, Momčilo Đujić devient pope en 1932 après avoir échoué à intégrer l'Armée royale yougoslave. Durant l'entre-deux-guerres, il participe au mouvement paramilitaire nationaliste serbe tchetnik, qu'il tente d'implanter en Dalmatie. Il se fait remarquer par ses prêches politisés et soutient des mouvements de grèves, ce qui lui vaut une brève peine de prison. 

### Seconde guerre mondiale
En 1941, le royaume de Yougoslavie est envahi et démembré par les forces de l'Axe. Une partie de la Dalmatie est annexée par l'Italie ; l'essentiel de la Croatie et toute la Bosnie-Herzégovine forment l'État indépendant de Croatie, confié au mouvement fasciste des Oustachis, qui entreprend de massacrer la population serbe. Momčilo Đujić, à l'instar d'autres nationalistes serbes comme Dobroslav Jevđević, renonce a la Pretrise Orthodoxe et anime alors son propre groupe tchetnik pour combattre les Oustachis, en tant que voïvode auto-proclamé. Dès l'été, les Italiens, dépassés par la situation et en désaccord avec la politique des Oustachis, commencent à conclure des accords avec les insurgés serbes, sur lesquels ils comptent s'appuyer pour ramener de l'ordre et lutter contre les Partisans communistes de Tito. 
Đujić, dont les hommes tiennent l'arrière-pays dalmate et la région des Alpes dinariques, est reconnu par Draža Mihailović, grâce à l'aide duquel il peut équiper sa propre force armée, baptisée Division dinarique. Soutenues par les Italiens qui les aident à protéger les populations serbes, ses troupes se livrent à des combats contre les Oustachis. En février 1943, après la mort d'Ilija Trifunović-Birčanin,  Đujić tente de succéder à ce dernier à la tête des Tchetniks dans la zone italienne de l'État indépendant de Croatie : il se trouve alors en compétition avec Dobroslav Jevđević.
Après la capitulation de l'Italie en septembre 1943, Đujić se tourne vers les Allemands, afin d'obtenir leur protection contre les communistes. Ses troupes, comme celles de Dobroslav Jevđević et de Pavle Đurišić, agissent dès lors en tant qu'auxiliaires de l'Allemagne nazie en Yougoslavie. En janvier 1944, lors du congrès tchetnik de Ba, Mihailović confirme officiellement le commandement de Đujić sur les troupes tchetniks en Dalmatie.
Fin 1944, alors que les Partisans gagnent du terrain en Yougoslavie, Đujić accepte l'offre du leader collaborationniste serbe Dimitrije Ljotić, qui propose de regrouper toutes les forces anticommunistes en Slovénie. Comme Jevđević, Đujić rejoint la Slovénie, emmenant environ 6 000 hommes avec lui ; les Oustachis reçoivent des Allemands l'ordre de lui laisser le passage ce qui causera un desarroi auprès de ces derniers.

### Après-guerre

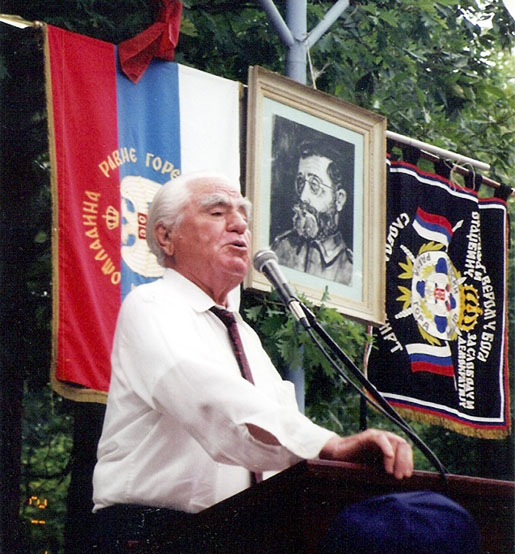
Momčilo Đujić en 1991.

À la fin de la guerre, Đujić parvient à passer en Italie. Il est interné durant un temps dans un camp de réfugiés, puis gagne la France. Le gouvernement de la Yougoslavie communiste, qui le recherche pour crimes de guerre, tente vainement d'obtenir son extradition. Đujić s'installe en 1949 aux États-Unis, où il contribue à animer des groupes de nostalgiques du mouvement tchetnik. En 1989, il confère le titre de « voïvode des Tchetniks » au leader d'extrême-droite serbe Vojislav Šešelj ; il regrette ensuite cette nomination, reprochant à Šešelj d'avoir participé au gouvernement de l'ex-communiste Slobodan Milošević. En mai 1998, Biljana Plavšić, alors présidente de la république serbe de Bosnie, décore Đujić de l'ordre de l'Étoile de Karageorge. Il meurt en septembre 1999.